# Дугу
Дугу (Дуку) (*д/н — бл. 835) — 3-й маї (володар) держави Канем в 784—835 роках. Заклав основи державності.

## Життєпис
За різніми відомостями син Сефе або Ібраїма. Висловлюється думка, що міг бути онуком останнього. Є першим правителем Канему, про якого найбільше історичних відомостей, хоча також переплетених з численними легендами. За однією з них нібито правив 250 років.
Втім напевне посів трон близько 784 року. Саме Дуку вважається фактичним засновником державності Канем. Напевне до того це був більше союз племен на чолі із 1 родом. Тому навіть династя стала називатися іменем Дугу — Дугува.
Відомо, що вів війни з південними племенами, підкоривши тубу, бун, мохи, теда. Напевне саме Дугу заснував столицю Нджімі («Південний» мовою теда). Помер близько 835 року. Поховано за різними відомостямі в Ярі-Арбасам або Іра. Йому спадкував син Фуна.